# Festival lyrique de Montperreux
Le Festival Lyrique de Montperreux est un festival de récital de musique classique et contemporaine, qui a lieu chaque été  à Montperreux, village situé au bord du Lac de Saint-Point dans le Doubs. Stuart Patterson, ténor d'origine écossaise, avait donné en 2008 dans le village un stage de chant suivi d'un concert des stagiaires dans l'église du village, concert qui remporta  un vif succès, déterminant pour la création du Festival lyrique de Montperreux, l’année suivante.
De juillet 2009 à juin 2020, Stuart Patterson en a assuré la direction artistique , grâce au soutien actif de la Mairie, de la Communauté des communes, du Conseil général et d'une équipe de bénévoles enthousiastes.
Sa formule, d'une grande variété (airs d'opéras, extraits de comédies musicales et d'opérettes, récitals, lieds, compositions contemporaines etc.), permet de s'adresser à divers publics tout en restant fidèle avant tout à une éthique de qualité. L'organisation est prise en charge par l'Association du Festival lyrique de Montperreux, formée uniquement de bénévoles.
À partir de 2022 ce sont Delphine Haidan et Jean-Michel Dhuez qui en assurent la co-direction artistique.
Ce festival, entièrement consacré à l'art lyrique, est régulièrement suivi chaque année par les  médias dont la chaine de télévision FR3,.
Chaque été plus de 1 000 personnes (1300  en 2015)  assistent, principalement dans l’église du village, à cette manifestation lyrique unique dans la région.
On y rencontre des artistes invités de renommés internationales, des jeunes "espoirs", des maestro animant les master classes, des chefs de chants, et des stagiaires en début de carrière.

## Invités
- Carine Séchaye mezzo-soprano, Marie Cécile Bertheau, pianiste, Sophie Marin-Degor soprano,
- Michel Capolongo (pianiste), Andrea Zardini (corniste) et Todd Camburn (pianiste),
- Isabelle Druet mezzo-soprano,Johanne Ralambondrainy (piano), Alexandre Diakoff (baryton-basse),
- Claudia Waite du Metropolitan Opera de New York, Riccardo Novaro(baryton), Florence Boissolle, chef de chant à l'Opéra de Paris
- Peggy Bouveret, de l'Ecole normale de musique de Paris, Claudio Desderi de l'Académie nationale Sainte-Cécile,
- l’ensemble vocal Canto Allegre avec Agnès Jaoui, David Abramovitz (piano),
- The Swinging Bikinis, l’Opéra dans tous ses états par le Comique Opéra de Lausanne.
- Karine Deshayes, mezzo-soprano, Sylvia Vadimova, mezzo-soprano, Valérie Guillorit du Conservatoire d'Amsterdam
- Karolos Zouganelis (pianiste), Catherine Trottman mezzo-soprano, Seguin Anas baryton.
- Dame Felicity Lott soprano,Isabelle Moretti, harpiste, Yi LI (soprano), André Gass (ténor)
- Jeff Cohen (compositeur), Julien Behr (ténor), Jamal Moqadem (pianiste), Céline Mellon (soprano), Josquin Gest (contre-ténor), Sacha Michon (baryton),
- Le quatuor à cordes Athena de Lausanne.
- Laurent Naouri (basse baryton), Nicolas Fehrenbach (pianiste), Alban Dufourt (ténor), Pierre Cussac (accordéon)
- Ninah Uhari (pianiste), P.Y. Tétu (accordéon), Marie Hamard (mezzo-soprano), Violette Renié (soprano), Matthias Geissbühler.
- Le Chœur Pro Arte de Lausanne[5] sous la direction de Pascal Mayer[6].
- The King's Singers, Alain Carré, Delphine Haidan (mezzo-soprano), Jacqueline Bourges-Maunory (pianiste), François Chaplin (pianiste).
- Patrizia Ciofi, soprano, Sophie Negoïta (soprano), Rémi Ortega (baryton), Claudine Charnay, Joe Bertili, Béatrice Uria-Monzon, Magali Léger
- Kira Parfeevets (pianiste et chef de chant), Florent Lattuga (pianiste), Yves Coudray (acteur, chanteur et metteur en scène).

## Déroulement
La saison 2014 a vu pour la première fois un opéra complet donné  sur scène à Labergement-Sainte-Marie : l'Opéra de Quatre Notes de Tom Johnson. De plus le concert de fin de stage sous la direction de Valérie Guillorit a été donné à Ornans.
Pour la 7e édition du festival en 2015, le concert d'ouverture avait réuni Stuart Patterson, Marie Daher, soprano, Béatrice Crespin, hautbois et Stéphane Ganard, piano. L'habituel concert « Grands Interprètes et Jeunes Artistes » a été donné par Yi LI (soprano), André Gass (ténor), et la  pianiste Florence Boissolle, chef de chant à l’Opéra Bastille. Le groupe vocal "Swinging Bikinis" est revenu avec une soirée "Life is a Kabaret". Comme chaque année, chacune des master classes (sous les directions respectives de V. Guillorit et M Capolongo, et de S. Patterson et de F. Boissolle), se sont closes par un concert  (à Pontarlier et Montperreux.). Le festival s'est terminé par le triomphe de Dame Felicity Lott, soprano, et d'Isabelle Moretti à la harpe.
La 8e édition s'est ouverte sur La Belle de Cadix par l'Opéra de Lausanne le 6 juillet 2016. "Carte blanche" donnée à Julien Behr (ténor) et Jamal Moqadem (pianiste) a suivi, puis un concert, à  la lueur des bougies, intitulé  "Tenebrae facta sunt", a réuni 4 chanteurs, Céline Mellon (soprano), Josquin Gest (contre-ténor), Stuart Patterson (ténor) et Sacha Michon (baryton), avec Florence Boissolle (piano) et le quatuor à cordes Athena. Suivirent les deux lauréates du concours "piano-chant" de Gordes, Dorothée Voisine et Clara Brenier, avec le pianiste Jeff Cohen (compositeur). Le festival s'est terminé le 15 juillet par le concert des stagiaires de la classe donnée sur une semaine par Stuart Patterson et Florence Boissolle.
La 9e édition a débuté le 12 juillet 2017 avec L'Île de Tulipatan d'Offenbach par le Festival d'Étretat. Le 13, en l'église de Montperreux, Pascal Meyer a dirigé La Petite Messe Solennelle de Rossini avec Violette Régnier (soprano), Marie Hamard (mezzo-soprano), Stuart Patterson (ténor) et Matthias Geissbuhler (baryton), Nina Uhari au piano, P.Y. Tétu à l'accordéon, (pour harmonium), et le Chœur Pro Arte de Lausanne. Le 16, Laurent Naouri accompagné au piano par Nicolas Fehrenbach a donné un récital associant des compositeurs français  avec leur poète de prédilection. Le 18, Florence Boissolle, Alban Dufourt (ténor)  et Pierre Cussac (accordéon) ont composé un concert autour du Dichterliebe de Robert Schumann. Le stage et master-class donné par Felicity Lott et Stuart Patterson avec Florence Boissolle et Jamal Moqadem (pianistes) s'est conclu, le 21 juillet, sur le traditionnel concert de fin de master-class.
La fréquentation de la dixième édition en 2018 n'a pas souffert de la concurrence de la  Coupe du monde de football ! Le festival s'est ouvert le 3 juillet avec Stuart Patterson et Florence Boissolle qui fêtaient leurs dix ans de collaboration. Le 5 juillet, le concert des fabuleux The King's Singers a été ovationné. Le 8 juillet, "Les Swinging Bikinis"(Anne Ottiger, Rachel Hamel, Alexandre Feser et Christophe Monney), ont donné  à Pontarlier un spectacle autour du chansonnier, poète et comédien Jean Villard dit Gilles auteur de Dollar et Les Trois Cloches, dans une mise en scène de Stefania Pinelli. Le 10 juillet, Alain Carré (comédien), Dame Felicity Lott (soprano), et la pianiste Jacqueline Bourges-Maunory déroulèrent  "Une fièvre au fond du cœur". Le 12 juillet, ce fut  "Deux mezzos sinon rien" avec Karine Deshayes, Delphine Haidan, et François Chaplin (piano). Et selon la coutume, le concert de fin du stage  de technique vocale dirigé par Stuart Patterson et Karolos Zouganelis (chef de chant) a conclu le festival le 13 juillet.
Pour sa onzième  édition en 2019, du 18 au 30 juillet 2019, le festival a fêté le 200ᵉ anniversaire de la naissance d'Offenbach avec Monsieur Choufleuri restera chez lui le... et La leçon de chant électromagnétique mise en scène par (et avec) Yves Coudray. Le 22 juillet, le traditionnel concert Grands Interprètes et Jeunes Talents connut un grand  succès, Marie-Cécile Bertheau présentant les espoirs Sophie Negoïta (soprano) et Rémi Ortega (baryton). Le 25, le Requiem de Mozart et la Symphonie de Psaumes d'Igor Stravinsky  résonnèrent dans l'église sous la direction de Pascal Mayer, avec 20 choristes, les solistes Sophie Negoïta, Claudine Charnay, Joe Bertili , Stuart Patterson et les pianistes M-C Bertheau et Florent Lattuga. Après le  concert du stage de technique vocale de Stuart Patterson et Florence Boissolle donné, portes ouvertes, le 27 juillet, le festival s'est clos le 30 juillet, par une carte blanche à la soprano Patrizia Ciofi, accompagnée par Kira Parfeevets, longuement ovationnées debout.
La douzième édition était programmée du 8 au 17 juillet mais vu les problèmes posés par la Pandémie de Covid-19, le Festival a été annulé. Pour marquer la continuité, en 2021 la jeune troupe parisienne Opéra Clandestin a donné une représentation des Noces de Figaro dans une adaptation qui marie l’opéra de Mozart avec le  texte de Beaumarchais. La distribution : Lucie Emeraude, Axel Gallois, Sophie de Guerry, Antoine Mathieu, Sonia Menen, Jean-Fernand Setti, avec Jeanne Vallée au piano, Aramis Monroy au violon et Florence Hennequin au violoncelle.
La treizième édition, du  9 au 16 juillet 2022, a été programmée par la nouvelle direction artistique. Il a débuté par les master class  de Delphine Haidan et Antoine Palloc. Le programme  comprenait un concert “Jeune Talent” avec Jeanne Gérard (soprano) suivi d’un hommage à Josephine Baker, ”Paris mon amour”, par Magali Léger (soprano) et l’Ensemble Contraste. Un concert de musique baroque de Caroline Mutel et son ensemble “Les Nouveaux Caractères”. Le concert de fin de stage et le concert de gala “Parfum d”Espagne” , récital de Béatrice Uria-Monzon avec Marc-Olivier Poingt au piano conclurent le festival.
En 2023, la 14ème  édition du Festival s’est tenue du 7 au 15 juillet avec six concerts. Karine Deshayes, marraine du Festival, a ouvert les festivités avec Antoine Palloc. La seconde soirée, intitulée Offenbach à Quatre, fut menée  tambour battant par Chantal Perraud, Marie-Ange Todorovitch, Eric Huchet et Olivier Grand avec Dominique Plancade au piano. Le 11 juillet le Concert Jeunes Talents a accueilli pour la première fois deux lauréates du Concours International de la Mélodie de Gordes la mezzo-soprano Léontine Zimmerlin et la soprano Emy Gazeilles (qui depuis a rejoint  la Troupe lyrique de l’Opera national de Paris pour la saison 2023-2024). Le pianiste Marc-Oliver Poing est revenu seul , le 13 juillet, pour un concert Romances sans paroles : un récital fulgurant de transcriptions d’airs d’opéras.
Le concert de clôture, le 15 juillet, la jeune soprano Marianne Croux, Pierre Génisson (clarinette) et Antoine Palloc,  firent revivre Vienne du temps de Mozart et de Schubert. Auparavant il y eut le 14 juillet, le traditionnel concert des stagiaires, à l’issue d’une semaine de “master class” dirigée par Delphine Haidan, avec Karine Deshayes et Antoine Palloc.
Désormais Le Concours International de la Mélodie de Gordes accorde un prix du Festival Lyrique de Montperreux, et les lauréats de 2023, Apolline Rai Westphal, Paul Coispeau et Marie Le Normand] donneront le concert Jeunes Talents du Festival en 2024.
Pour la première fois, en plus des concerts, le public était invité  à suivre la conférence d’un médecin phoniatre, le Dr Elisabeth Fresnel.
La nouvelle direction artistique, le succès des représentations et le public retrouvé ont permis d’oublier l’interruption due à la Pandémie de Covid-19.